# Печворк (настільна гра)
Печворк (англ. Patchwork) — настільна гра для двох гравців, створена Уве Розенбергом. Вперше випущена в 2014 році. В Україні гра локалізована видавництвом Kilogames під назвою «Печворк», а також існує спеціальне видання «Печворк: Український фольклор» від Lord of Boards з національними українськими орнаментами.

## Ігровий процес
Гравці починають гру з п’ятьма ґудзиками і по черзі рухаються по ігровому полю, на якому розкладені плитки поліміно, що представляють шматки тканини. Під час ходу гравець може обрати одну з трьох доступних плиток на шляху, що визначає відстань руху по центральній дошці та вибір для наступного гравця. Щоб отримати плитку, гравець має переконатися, що вона поміститься на його індивідуальній дошці 9x9,:69 і сплатити її вартість у ґудзиках. Обрані плитки формують ковдру на індивідуальній дошці гравця. Додавання плитки дозволяє гравцеві просунутися на певну кількість клітинок на ігровому полі. Гравець, який відстає на доріжці часу, ходить наступним,:70 або може пропустити хід, щоб просунутися вперед на центральній дошці, отримуючи один ґудзик за кожну клітинку відставання від суперника.
Плитка, додана до ковдри, приносить гравцеві певну кількість ґудзиків. Гравці рухають свої маркери, поки вони не досягнуть центру доріжкі часу, після чого їхня гра завершується. Переможцем оголошується гравець із найбільшою кількістю ґудзиків наприкінці гри, але за кожну порожню клітинку на ковдрі знімається два ґудзики. Бонусна плитка може додати сім очок гравцеві, який її отримав.

## Варіанти та доповнення

### Версії
Оригінальна версія гри вийшла в 2014 році з зелено-синьо-коричневою кольоровою схемою. Вона доступна різними мовами, зокрема українською, німецькою, англійською, китайською, італійською, іспанською, польською, корейською, японською, угорською, французькою, нідерландською, чеською, російською, румунською, португальською, грецькою, турецькою, нордичною, івритом, тайською, балтійською та іншими. 
Було випущено кілька тематичних версій гри, де механіка залишилася незмінною, але змінено оформлення та дизайн компонентів. «Печворк: Зимове видання» вийшло в 2020 році німецькою, а згодом угорською, польською, англійською (як Patchwork XMAS Edition) та японською. «Печворк: Американське видання» вийшло в 2020 році. «Печворк: Гелловінське видання» з’явилося в 2021 році німецькою, англійською та іспанською. «Печворк: Видання до Дня Валентина» вийшло в 2022 році англійською, іспанською та угорською. У Гелловінському виданні деякі плитки були «перебалансовані» шляхом зміни вартості в ґудзиках або кількості клітинок.
Також випущено фольклорні видання, які відображають культуру різних регіонів із відповідними візерунками тканини. «Печворк: Фольклор Китаю» вийшов у 2020 році німецькою та китайською. «Печворк: Фольклор Тайваню» — у 2020 році німецькою та китайською. «Печворк: Фольклор Польщі» — у 2021 році німецькою та польською. «Печворк: Фольклор Скандинавії» — у 2021 році німецькою. «Печворк: Фольклор Анд» — у 2022 році німецькою та іспанською. В Україні вийшло видання «Печворк: Український фольклор» від Lord of Boards із національними українськими орнаментами.

### Доповнення
Доповнення «Patchwork: Automa» вийшло в 2018 році. Воно містить 24 карти і дозволяє грати соло проти штучного опонента.

### Варіації
«Patchwork Express» вийшов у 2018 році. Він зберігає механіку оригіналу, але має більші плитки, меншу кількість клітинок на дошці та спрощене підрахування очок, що робить гру доступнішою для молодшої аудиторії або швидшого ігрового процесу.
«Patchwork DOODLE» з’явився в 2019 році. Це гра в стилі «кидай і пиши», де плитки представлені картами, а гравці кидають кубик, щоб визначити, які плитки використовувати. Гравці малюють плитки на аркушах.
«Stack'n Stuff» вийшов у 2022 році, відходячи від теми клаптикової ковдри. Тут плитки представляють меблі, які завантажуються в грузовик. Гра використовує меншу дошку та більші плитки, як у «Patchwork Express».

### Цифрова версія
Цифрова версія «Печворк» вийшла в 2016 році на Steam для ПК, Mac і Linux, а також як додаток у App Store і Google Play. Її розробила DIGIDICED, а видав Asmodee Digital. Версія також доступна на Board Game Arena.

## Сприйняття
«Печворк» отримав офіційну рекомендацію на Spiel des Jahres 2015. Девід МакМіллан у рецензії для Meeple Mountain називає гру одним із «найкращих досягнень» Розенберга.
У рецензії Wirecutter гру порівняли з Тетрісом із швейною тематикою, назвавши її «на диво складним викликом». МакМіллан зазначає, що на перший погляд гра здається «мирною та гармонійною», але в процесі стає «хитрою та безжальною». Він також попереджає, що новачки можуть завершити перші партії з від’ємним рахунком. Досвідчені гравці можуть грати, ускладнюючи супернику заповнення ковдри.
Огляд Ars Technica описує гру як легку для вивчення, швидку та «наповнену тактикою і стратегією». Томас Воуз із Games and Gaming Round Table Американської бібліотечної асоціації назвав «Печворк» «надзвичайно приємною та спокійною грою». Він зазначив, що численні компоненти можуть ускладнити видачу гри в бібліотечному обігу, але похвалив її «витончений і простий дизайн», рекомендувавши для бібліотечних колекцій.
Станом на березень 2023 року «Печворк» посідає 5-те місце в категорії «абстрактні ігри», 14-те в категорії «сімейні ігри» та 108-ме місце загалом на BoardGameGeek.com, де рейтинги формуються на основі оцінок користувачів.